# Gorka Otxoa Odriozola
Gorka Otxoa Odriozola (Sant Sebastià, 13 de gener de 1979) és actor i còmic basc.

## Filmografia

### Cinema
- Pagafantas (2009)
- Un poco de chocolate (2008)
- Limoncello (2007)
- Etxera (2004)
- Noviembre (2003)
- El Palo (2001)
- La crísis carnivora (2006)

### Televisió
- Doctor Mateo (2009-2010)
- Saturday Night Live (2009)
- Cuestión de sexo (2007-2009)
- Cafetería Manhattan (2007)
- Tirando a dar (2006)
- Los Serrano (2005)
- Vaya Semanita (2003-2004)
- Cuéntame como pasó (2002 i 2004)
- Goenkale (2003)
- Martin (2003)
- Hospital Central (2002)
- El Comisario (2000 i 2002)
- Vive Cantando (2013)
- Allí abajo (2016-?)

### Teatre
- Olvida los tambores (2009)
- La ratonera (2010)
- Los miércoles no existen (2013)

## Premis

### Premis Goya
| Any  | Categoria              | Pel·lícula | Resultat |
| ---- | ---------------------- | ---------- | -------- |
| 2009 | Millor actor revelació | Pagafantas | Candidat |